# Ulvi Rajab
Ulvi Rajab (en azerí: Ülvi Rəcəb; en georgiano: ულვი შაშიკაძე) fue un actor de teatro de Azerbaiyán, Artista de Honor de la RSS de Azerbaiyán.

## Biografía

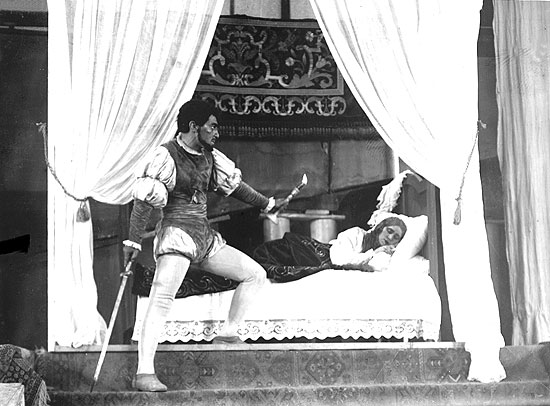
Ulvi Rajab y Marziyya Davudova, en “Otelo” de William Shakespeare.

Ulvi Rajab nació el 9 de enero de 1903 en Janivri, actualmente Ayaria. Su nombre artístico deriva del nombre de su padre. Recibió su educación primaria en Estambul. En 1918 regresó a Batumi y empezó a actuar en el grupo de teatro, encabezado por el actor famoso de Azerbaiyán, Huseyn Arablinski. En 1925 se convirtió en uno de los actores del Teatro Académico Estatal de Drama de Azerbaiyán. En 1933 se le concedió el título de Artista de Honor de la RSS de Azerbaiyán.
En 1937, en medio de la Gran Purga Ulvi Rajab fue detenido  y acusado de "actividades contrarrevolucionarias". El 2 de enero de 1938 el actor fue ejecutado por un pelotón de fusilamiento. Ulvi Rajab fue rehabilitado en 1955.

## Actividad
- “Siyavush” de Husein Yavid – Siyavush
- “Sheykh Sanan” de Husein Yavid – Sheykh Sanan
- ”Knyaz” de Husein Yavid - Anton
- ”La novia del fuego” de Yafar Yabbarlí – Akshin
- ”Yashar” de Yafar Yabbarlí – Yashar
- ”Sevil” de Yafar Yabbarlí - Balash
- “Hamlet” de William Shakespeare – Hamlet
- “Otelo” de William Shakespeare – Otelo
- ”Romeo y Julieta” de William Shakespeare – Romeo
- “Enemigos” de Konstantín Treniov - Mikhail Yarovoy
- “Miedo” de Alexander Afinogenov – Borodin
- “Los bajos fondos” de Máximo Gorki – Satin

## Premios y títulos
- Artista de Honor de la RSS de Azerbaiyán (1933)